# Adirondack
Adirondack (també apareix com Airondak) és un massís muntanyenc dels Estats Units al nord-est de l'estat de Nova York. Té una extensió de 25.000 quilòmetres quadrats entre muntanyes, terres boscoses, turons, valls i llacs. Té un centenar de cims d'entre 365 i 1.628 metres, dels quals uns 40 són de més de 1.219 metres, destacant el Marcy (1.628 metres), el McIntyre (1.557 metres), el Skylight (1.500 metres), el Haystack (1.498 metres) i el Dix (1.475 metres).

## Etimologia
Es creu que la paraula Adirondack prové de la paraula mohawk ha-de-ron-dah que significa "menjadors d'arbres". El primer ús escrit del nom va ser l'any 1635 per Harmen Meyndertsz van den Bogaert al seu glossari de Mohawk a neerlandès, que es troba al seu Viatge al país mohawk. El va escriure Adirondakx i va dir que representava els francesos, és a dir, els algonquins que s'aliaven amb els francesos. Un altre ús primerenc del nom, escrit Rontaks, va ser el 1729 pel missioner francès Joseph-François Lafitau. Va explicar que la paraula era utilitzada pels iroquesos com a terme despectiu per a grups d'algonquins que no practicaven l'agricultura i, per tant, de vegades havien de menjar escorça d'arbre per sobreviure als durs hiverns.
Els mohawks no tenien llengua escrita, de manera que els europeus utilitzaven diverses grafies fonètiques de la paraula, com ara Achkokx, Rondaxe i Adirondax. Aquestes paraules estaven fortament associades a la regió, però encara no es consideraven un topònim; un mapa anglès de 1761 anomena la zona simplement Deer Hunting Country. El 1837, les muntanyes van ser batejades com Adirondacks per Ebenezer Emmons.

## Història

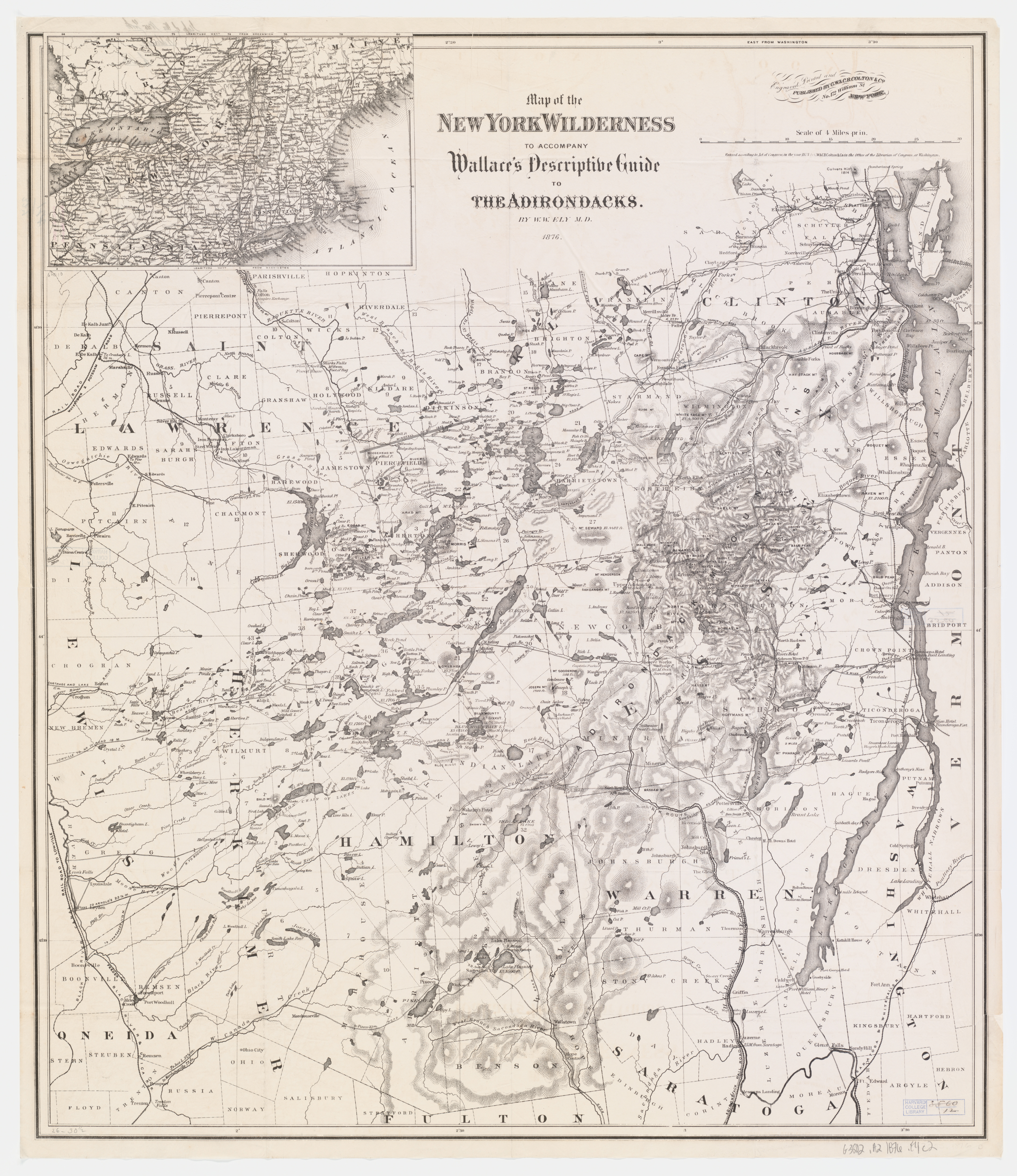
Un mapa de 1876 dels Adirondacks, que mostra molts dels noms ara obsolets de molts dels cims, llacs i comunitats

Fa 11.000 anys aproximadament, el clima de la regió es va escalfar lentament i els boscos van començar a substituir la tundra original. En transició del període arcaic al Període Silvícola, múltiples cultures diferents (sylvan Lake, River, Middlesex, Point Peninsula i Owasco) van substituir la cultura Laurentiana al llarg del temps. En l'època de la cultura Owasco, al voltant de l'any 0 dC, es conreava blat de moro i fesols a les terres altes d'Adirondack.
Els primers pobles iroquesos, els Mohawk (o Kanyengehaga) i els Oneida (o Oneyotdehaga), van arribar a la regió d'Adirondack fa entre 4.000 i 1.200 anys. Tots dos grups van reclamar les muntanyes Adirondack com a terrenys de caça. Segons l'historiador de Haudenosaunee Rick Hill, la regió es considerava un "Plat amb una cullera", que simbolitza els recursos de caça compartits entre els grups. Un grup d'algonquins, coneguts com els mahicans, també van ocupar la regió, especialment la vall del riu Hudson.
Aquests van ser els grups que van trobar els primers exploradors europeus de la zona. La presència europea a la zona va començar amb una batalla entre Samuel de Champlain i un grup de mohawks, a l'actual Ticonderoga el 1609. El missioner jesuïta Isaac Jogues es va convertir en el primer europeu registrat que va viatjar pel centre dels Adirondacks, com a captiu d'un grup de caçadors mohawk, el 1642.
La primera percepció europea dels Adirondacks era d'un desert immens i inhòspit. Un mapa de la zona de 1771 mostra la regió com un espai en blanc a la cantonada nord-est de Nova York. L'any 1784, Thomas Pownhall va escriure que els nadius americans es referien a la zona com "el desert trist, o l'habitat de l'hivern", i que la zona era "poc coneguda per ells o, si la coneixien, la conservaven molt sàviament dels europeus". Va tenir clarament la impressió que els nadius no vivien a les muntanyes Adirondack.
Com que les tribus locals iroqueses i algonquines havien estat delmades primer per la verola i el xarampió a la dècada de 1600, després per les guerres amb els colons europeus invadints, probablement hi havia molt poca gent vivint a la regió quan Pownhall va escriure la seva descripció. Només fa relativament poc temps que nombroses troballes arqueològiques han demostrat definitivament que els nadius americans estaven realment molt presents als Adirondacks abans del contacte europeu, la caça, la fabricació de ceràmica i la pràctica de l'agricultura.
La impressió europea d'una regió salvatge sense connexió humana va crear una narració sobre la natura salvatge que persistiria durant els següents 200 anys d'història de la regió. Tot i que la percepció de la societat del valor dels Adirondacks va canviar, sempre van ser vists com una terra de recursos naturals i bellesa física, no de la història humana. Primer la zona va ser un embull inhòspit, després una lucrativa botiga de fusta. Després de la Guerra de la Independència dels Estats Units, l'estat de Nova York va obtenir la propietat de la major part de la terra de la regió.
Al necessitar diners per pagar els deutes de guerra, el govern va vendre gairebé tota la superfície pública original al voltant de 7 milions d'acres per cèntims per acre. Els llenyataires van ser acollits a l'interior, amb poques restriccions, el que va provocar una desforestació massiva. Més tard, el caràcter salvatge de la regió es va popularitzar amb l'auge del moviment romàntic, i els Adirondacks es van convertir en una destinació per a aquells que volien escapar dels mals de la vida de la ciutat. La creixent preocupació per la qualitat de l'aigua i la desforestació va portar a la creació del parc Adirondack el 1885. El 1989, part de la regió d'Adirondack va ser designada per la UNESCO com a Reserva de la Biosfera de Champlain-Adirondack.
Per a la història humana més recent de la regió d'Adirondack, vegeu Adirondack Park.

## Geologia
Les roques de les muntanyes Adirondack es van originar fa uns dos mil milions d'anys com a sediments de 15.240 m de gruix al fons d'un mar situat prop de l'equador. A causa de la tectònica de plaques, aquestes van xocar amb Laurència (la precursora de l'Amèrica del Nord moderna) en un episodi de construcció de muntanya conegut com l’orogènia de Grenville. Durant aquest temps la roca sedimentària es va transformar en roca metamòrfica. Són aquests minerals i litologies del Proterozoic els que conformen el nucli del massís. Els minerals d'interès són:
- Wol·lastonita, extreta prop de Harrisville
- magnetita i hematites, antigament extretes a les mines de Benson,[10] Lyon Mountain, Mineville, Tahawus i Witherbee.
- grafit, extret prop de l'Haia i Ticonderoga.
- granat, extret a la mina Barton, al nord de la muntanya Gore.
- anortosita, visible en talls de carreteres a la Ruta 3 de l'estat de Nova York entre Saranac Lake i Tupper Lake.[11]
- marbre
- zinc: el districte de Balmat-Edwards al flanc nord-oest del massís també al comtat de St. Lawrence era un important jaciment de mineral de zinc.
- el titani es va extreure a Tahawus.

Els Adirondacks s'eleven per un punt calent a l'escut canadenc en contrast amb altres serralades de Nova York que formen part de la cadena dels Apalatxes (no confondre amb la regió cultural dels Apalatxes).
Al voltant de fa 600 milions d'anys, quan Laurència es va allunyar de Bàltica (Crató europeu), la zona va començar a separar-se formant l'oceà Iapetus. Es van desenvolupar falles que van de nord a nord-est i van formar valls i llacs profunds. Alguns exemples visibles avui són els grabens Llac George i Schroon Lake. En aquest moment les muntanyes de Grenville s'havien erosionat i la zona estava coberta per un mar poc profund. Diversos milers de peus de sediments acumulats al fons marí. Els trilobits eren la principal forma de vida del fons marí, i es poden veure rastres fòssils al sòl de pedra sorrenca de Potsdam del Centre d'Interpretació de Visitants de Paul Smith.
Fa uns 10 milions d'anys, la regió va començar a elevar-se. S'ha aixecat uns uns 2.134 metres i continua a uns 2 mil·límetres per any, que és més gran que la taxa de denudació. Es desconeix la causa de l'elevació, però els geòlegs teoritzen que és causada per un punt calent a l’escorça terrestre. Un estudi recent ha revelat una columna de materials sísmicament lents entre 50 i 80 km de profunditat sota les muntanyes Adirondack, que es va interpretar com l'astenosfera ascendent que contribueix a l'elevació de les muntanyes. L'aparició d’eixams de terratrèmols a prop del centre del massís al llac Blue Mountain pot ser una prova d'això. Alguns dels terratrèmols han superat el 5 en l'escala de magnitud de Richter.
A partir de fa 2,5 milions d'anys, va començar un cicle de períodes glacials i interglacials del Plistocè que va cobrir la zona de gel. Durant l'episodi més recent, la capa de gel de Laurentide va cobrir la major part del nord d'Amèrica del Nord entre fa uns 95.000 i 20.000 anys. Després d'això, el clima es va escalfar, però van trigar prop de 10.000 anys perquè una capa de gel d'aproximadament 3.048 m de gruix es fongués completament. Les proves d'aquest període són:
- Eskers: l'esker del llac Rainbow divideix en dos el llac homònim i s'estén discontínuament durant 137 km. Un altre esker llarg discontinu s'estén des de Mountain Pond a través de Keese Mill, passant entre el llac Upper St. Regis i els Spectacle Ponds, i continuant fins als Ochre, Fish i Lydia Ponds a la zona de canoes de St. Regis. Un esker de 150 peus d'alçada divideix en dos la zona salvatge dels Five Ponds.[15]
- Bloc erràtic: n'hi ha un de gran al Centre d'Informació per a Visitants de Newcomb al costat del Rich Lake Trail.
- Kames
- Morrenes
- Els circs que caracteritzen la muntanya Whiteface.
- Sandur: l'àrea de canoes de St. Regis és una plana de desbordament amb forats de bullidor.

Els sòls de la zona són generalment prims, sorrencs, àcids i infèrtils, s'han desenvolupat des de la retirada glacial.

## Ecologia

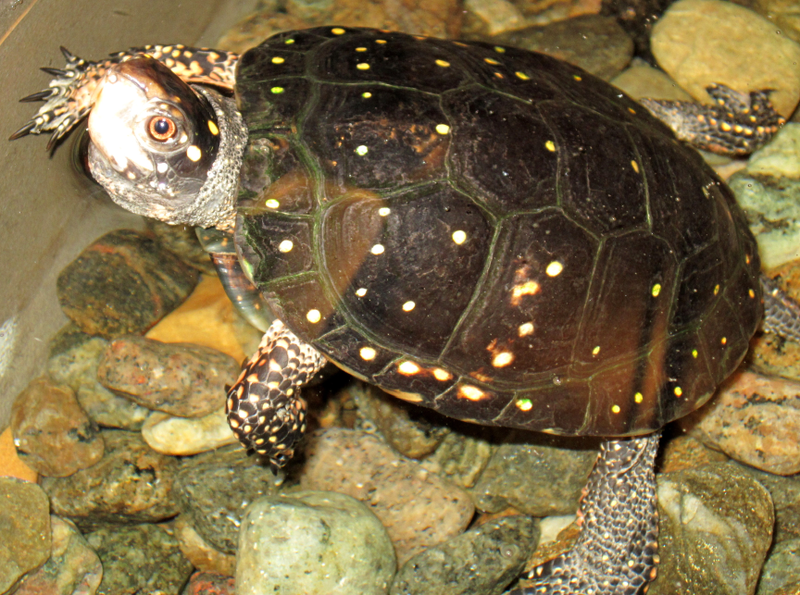
Una Clemmys guttata al Wild Center.

Les muntanyes Adirondack formen la part més meridional de l'ecoregió de transició bosc-boreal oriental. Són molt boscoses i contenen una de les distribucions més meridionals de l'ecotip de taigà a Amèrica del Nord. Els boscos dels Adirondacks inclouen avets, pins i arbres caducifolis. La fusta, una vegada una indústria important, s'ha vist molt restringida per la creació de reserves forestals estatals.
Les muntanyes tenen molts aiguamolls, dels quals hi ha tres tipus:
- pantans, qualsevol zona humida incloent arbres i arbustos.
- aiguamolls, amb estancament d'aigua. Aquests poden donar suport a granotes toros, Pseudacris crucifer, Ambystoma maculatum, Bernat americà, Bitó estatunidenc i tortugues pintades. La Pontederia forma sovint colònies grans.
- pantans, caracteritzats per plantes com la molsa esfagna, les orquídies i les plantes de càntir.

Els ocells reproductors són especialistes en boscos del nord que no es troben en cap altre lloc de l'estat, com ara mallerenga boreal, gaig del Canadà, Grèvol del Canadà, picot garser àrtic, els llaminers i Loxia Calàbria grossa. Els mamífers són l'Os rentador, castors, llúdrigues de riu, el Linx roig, alces, l'Os negre americà i coiots. Els mamífers desapareguts o extingits que antigament vagaven per l' Adirondack són el puma oriental, l'Uapití oriental, el Golut, el Ren, el Llop algonquí i el Linx canadenc. Els intents de reintroducció d'alces i linxs al segle xx van fracassar per nombrosos motius, com ara la caça furtiva, els xocs de vehicles i la incompetència de conservació.
Gairebé el 60 per cent del parc està cobert de boscos de fusta dura del nord. Per sobre dels 790 m, les condicions són massa pobres perquè les fustes dures prosperin, i els arbres es barregen o se substitueixen per avet balsàmic i avet vermell. Per sobre de 1.100 m, la pícea negra americana substitueix el vermell. Més amunt encara, només els arbres prou curts per estar coberts de neu durant l'hivern poden sobreviure.
Una petita àrea als cims més alts existeix per sobre de la línia dels arbres i té un clima alpí. Aquestes zones estan cobertes per plantes que van ocupar una gran tundra de terra baixa després del període més recent de glaciació. La quantitat d'àrea coberta per aquest ecosistema canvia d'any en any a causa dels canvis climàtics locals, i s'ha estimat que només cobreix entre 26-34 ha. L'ecosistema alpí es considera extremadament fràgil i va ser danyat pels excursionistes abans d'una campanya dels anys 70 del Adirondack Mountain Club per preservar-lo.

## Parc Nacional
L'any 1882, la Legislatura de l'Estat de Nova York va declarar a aquesta regió parc nacional encara que existien propietats privades que encara es mantenen. La finalitat d'aquest nomenament va ser preservar la vida silvestre.

## Muntanyes
Es consideren com Muntanyes Joves al conjunt d'Adirondack, ja que d'acord amb el seu estudi orogràfic creixen a raó d'1,5 mil·límetres anualment, sent la més alta el mont Marcy amb 1.629 metres. Hi ha, a més unes quaranta muntanyes superiors als 1.200 metres.
La majoria de les muntanyes altes tenen tres zones de vegetació: La primera, la d'hagi, auró i bedoll groc del bosc de fustes dures del nord. La segona, d'avet vermell i balsàmic. La tercera al cim, una zona alpina de roques amb liquen, jónçara i krummholz.